# Phyllodocida
Phyllodocida — ряд багатощетинкових червів підкласу Aciculata. Ці хробаки переважно морські, хоча деякі з них зустрічаються в солонуватій воді. Більшість із них є активними істотами, які пересуваються поверхнею або зариваються в осадові відкладення, або живуть у тріщинах і ущелинах у корінних породах. Деякі будують трубки, в яких вони живуть, а деякі є пелагічними, плаваючи у товщі води. За приблизними підрахунками, у ряду є понад 4600 прийнятих видів.

## Біологія
Черви в цьому порядку зазвичай є хижаками або падальниками.

## Родини
Визнані родини:
Підряд Aphroditiformia
Надродина Aphroditoidea
Acoetidae
Aphroditidae
Eulepethidae
Pholoidae
Polynoidae
Sigalionidae
Надродина Chrysopetalacea
Chrysopetalidae
Надродина Pisionacea
Pisionidae
Підряд Glyceriformia
Glyceridae
Goniadidae
Lacydoniidae
Paralacydoniidae
Підряд Nereidiformia
Antonbruuniidae
Hesionidae
Nereididae
Pilargidae
Syllidae
Підряд Phyllodocida incertae sedis
Iospilidae
Nephtyidae
Sphaerodoridae
Tomopteridae
Typhloscolecidae
Yndolaciidae
Підряд Phyllodociformia
Alciopidae
Lopadorrhynchidae
Phyllodocidae
Pontodoridae
Incertae sedis
Nautiliniellidae